# یاسر عباس
یاسر عباس (عربی: ياسر عباس؛ زادهٔ ۸ فوریهٔ ۱۹۶۲) تاجر ثروتمند فلسطینی-کانادایی و پسر محمود عباس، رئیس‌جمهور تشکیلات خودگردان فلسطین است. ثروت چشمگیر او باعث مناقشه در سرزمین‌های فلسطین شده‌است.

## دوران ابتدایی زندگی
یاسر محمود رضا عباس، دومین پسر از سه پسر محمود عباس و همسرش آمینه است. نام او به یاد یاسر عرفات، رهبر فلسطین انتخاب گردید. در سال ۱۹۸۳، او با دریافت مدرک کارشناسی در رشته مهندسی عمران از دانشگاه ایالتی واشینگتن فارغ التحصیل گردید.

## حرفه
علیرغم اینکه پدر عباس، توسط محمد رشید، مشاور اقتصادی سابق یاسر عرفات متهم به برداشت ۱۰۰ میلیون دلار از پول دولت فلسطین برای خودش گردید ولی عباس مدعی است که ثروتش از طریق تجارت خودش بدست آمده‌است.
او در اواخر دههٔ ۱۹۸۰/اوایل دههٔ ۱۹۹۰، در مونترآل کانادا زندگی می‌کرد و شرکتی داشت که به‌طور عمده در کار بازسازی ساختمان‌های آپارتمانی فعالیت می‌کرد و توانست شهروندی کانادا را بدست آورد.
عباس در دههٔ ۱۹۸۰، برای تعدادی از شرکت‌های پیمانکاری خلیج فارس کار می‌کرد تا اینکه در سال ۱۹۹۷ برای راه اندازی شرکت خودش به رام‌الله رفت. عباس مالک شرکت دخانیات فالکون (Falcon Tobacco) است که فروش تمام سیگارهای ساخت آمریکا در همه قلمروهای تحت کنترل فلسطینی‌ها را تحت نظارت و کنترل خود دارد. عباس همچنین رئیس گروه هلدینگ فالکون است که یک شرکت سرمایه‌گذاری فلسطینی می‌باشد که مالک شرکت پیمانکاری مکانیکال الکتریک فالکون (کوته‌نوشت به انگلیسی: FEMC) است.

## زندگی شخصی
عباس از ازدواج قبلی خود، دو پسر و یک دختر دارد. در سال ۲۰۱۵، او با ملک جعفر، مجری لبنانی شبکه تلویزیون عربی بی‌بی‌سی ازدواج کرد.